# Цинделис, Борис Израилевич
Бори́с (Бе́рел) Изра́илевич Цинделис (1916, Ракишки (ныне — Рокишкис) — 13 октября 1944) — участник Великой Отечественной войны, наводчик орудия 224-го артиллерийского полка 16-й стрелковой дивизии 2-й гвардейской армии 1-го Прибалтийского фронта, Герой Советского Союза, красноармеец.

## Биография
Родился в 1916 году в городе Ракишки (ныне — Рокишкис) в семье рабочего. Еврей.
В Красной Армии — с июня 1942 года. В действующей армии — с декабря 1942 года.
Наводчик орудия 224-го артиллерийского полка (16-я стрелковая дивизия, 2-я гвардейская армия, 1-й Прибалтийский фронт) красноармеец Борис Цинделис в районе деревни Пляйкишкен Шилутского района Литвы 13 октября 1944 года подбил самоходную артиллерийскую установку противника.
Был тяжело ранен, но продолжал вести огонь и поджёг вражеский танк. Погиб в этом бою. Похоронен в городе Пагегяй (Литва).

## Награды
Указом Президиума Верховного Совета СССР от 24 марта 1945 года за образцовое выполнение боевых заданий командования на фронте борьбы с немецко-фашистским захватчиками и проявленные при этом мужество и героизм красноармейцу Цинделису Борису Израилевичу посмертно присвоено звание Героя Советского Союза.
Награждён орденом Ленина, медалью.

## Память
Именем Героя названа улица в городе Шилуте, судно Министерства рыбного хозяйства.